# 29th (Worcestershire) Regiment of Foot

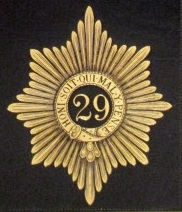
Mützenabzeichen des 29th (Worcestershire) Regiment of Foot

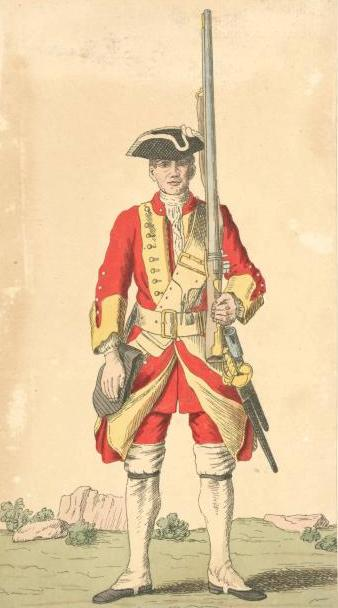
Soldat des 29th Regiment of Foot, 1742

Die 29th (Worcestershire) Regiment of Foot waren ein Infanterieregiment der britischen Armee, das von 1694 bis 1698 und von 1702 bis 1881 bestand.

## Geschichte
Das Regiment wurde während des Pfälzischen Erbfolgekriegs am 16. Februar 1694 gegründet und wurde nach seinem Gründer und ersten Colonel, Thomas Farrington, zunächst Farrington’s Regiment of Foot genannt. Nach Kriegsende (Frieden von Rijswijk) wurde das Regiment im Dezember 1698 aufgelöst, aber bereits am 12. Februar 1702 anlässlich des Spanischen Erbfolgekriegs unter demselben Colonel erneut aufgestellt. Das Regiment wurde in der Folgezeit entsprechend nach seinem jeweiligen Colonel benannt (1712–1725 Kerr’s Regiment of Foot, 1725–1731 Disney’s Regiment of Foot, 1731–1733 Earl of Albemarle’s Regiment of Foot etc.), bis es am 1. Juli 1751 nach seinem protokollarischen Rang als 29th Regiment of Foot nummeriert wurde. Am 31. August 1782 wurde der Regimentsname zu 29th (Worcestershire) Regiment of Foot erweitert. Das Regiment trug scharlachrote Uniformen mit gelben Aufschlägen.
Am 1. Juli 1881 wurde das Regiment im Rahmen der Childers Reformen mit dem 36th (Herefordshire) Regiment of Foot zum Worcestershire Regiment verschmolzen. Dieses wurde 1970 mit den Sherwood Foresters (Nottinghamshire and Derbyshire Regiment) zum Worcestershire and Sherwood Foresters Regiment (29th/45th Foot) und dieses 2007 mit dem Cheshire Regiment und dem Staffordshire Regiment zum Mercian Regiment verschmolzen. Das Mercian Regiment führt die Tradition des 29th Regiment of Foot bis heute weiter.

## Regimental Colonels
Colonel of the Regiment waren:
- 1694–1698; 1702–1712: Lieutenant-General Thomas Farrington
- 1712–1725: General Lord Mark Kerr
- 1725–1731: Colonel Henry Disney
- 1731–1733: General Willem van Keppel, 2. Earl of Albemarle
- 1733–1739: Lieutenant-General George Reade
- 1739–1748: Major-General Francis Fuller
- 1748–1752: Major-General Peregrine Thomas Hopson
- 1752–1761: Lieutenant-General Hon. George Boscawen
- 1761–1769: Lieutenant-General George Forbes, Viscount Forbes
- 1769–1783: Lieutenant-General William Evelyn
- 1783–1788: Lieutenant-General William Tryon
- 1788–1792: General Charles Stanhope, 3. Earl of Harrington
- 1792–1797: General William Cathcart, 1. Earl Cathcart
- 1797–1828: General Gordon Forbes
- 1828–1850: Field Marshal John Byng, 1. Earl of Strafford
- 1850–1863: General Ulysses Burgh, 2. Baron Downes
- 1863–1868: General Sir James Simpson
- 1868–1881: General John Longfield

## Battle Honours
Dem Regiment wurden folgende Battle Honours verliehen (englische Originalbezeichnungen):
- Rolica
- Vimiera
- Talavera
- Albuhera
- Peninsula
- Ferozeshah
- Sobraon
- Chillianwallah
- Goojerat
- Punjaub